# Tragium palmetorum
Tragium palmetorum är en flockblommig växtart som beskrevs av Ferdinand von Hochstetter och Ernst Gottlieb von Steudel. Tragium palmetorum ingår i släktet Tragium och familjen flockblommiga växter. Inga underarter finns listade i Catalogue of Life.